# Faustino Oramas
Faustino Oramas est un musicien cubain né le 4 janvier 1911 à Holguín et décédé le 27 mars 2007.
Faustino Oramas alias El Guayabero est né dans la ville de Holguín en 1911. Il va apprendre la musique de façon autodidacte et en 1926, à l'âge de 15 ans, il fait déjà partie du groupe Tropical Band comme chanteur et comme joueur de maracas. En 1938 il compose El Guayabero d'où il tient son pseudonyme. En 2006, à 95 ans, il monte toujours sur scène pour reprendre Marieta son titre le plus connu. Il meurt d'un cancer du foie le 27 mars 2007 à l'âge de 96 ans.
Sa chanson Candela peut être entendue dans l'album Buena Vista Social Club et le film du même nom réalisé en 1998 par Wim Wenders.